# Bob vid olympiska vinterspelen 2022
Bob vid olympiska vinterspelen 2022 arrangerades i Yanqing National Sliding Centre i Peking i Kina. Totalt avgjordes 4 grenar.
I juli 2018 meddelade Internationella olympiska kommittén att damernas monobob skulle införas i det olympiska programmet detta år.

## Medaljsammanfattning
| Gren                           | Guld                                                                        | Guld    | Silver                                                                   | Silver  | Brons                                                    | Brons   |
| Damernas monobob Detaljer...   | Kaillie Humphries USA                                                       | 4.19,27 | Elana Meyers Taylor USA                                                  | 4.20,81 | Christine de Bruin Kanada                                | 4.21,03 |
| Damernas tvåmanna Detaljer...  | Tyskland Laura Nolte Deborah Levi                                           | 4.03,96 | Tyskland Mariama Jamanka Alexandra Burghardt                             | 4.04,73 | USA Elana Meyers Taylor Sylvia Hoffman                   | 4.05,48 |
| Herrarnas tvåmanna Detaljer... | Tyskland Francesco Friedrich Thorsten Margis                                | 3.56,89 | Tyskland Johannes Lochner Florian Bauer                                  | 3.57,38 | Tyskland Christoph Hafer Matthias Sommer                 | 3.58,58 |
| Herrarnas fyrmanna Detaljer... | Tyskland Francesco Friedrich Thorsten Margis Candy Bauer Alexander Schüller | 3.54,30 | Tyskland Johannes Lochner Florian Bauer Christopher Weber Christian Rasp | 3.54,67 | Kanada Justin Kripps Ryan Sommer Cam Stones Ben Coakwell | 3.55,09 |

## Medaljtabell
| Nr                  | Nation              | Guld | Silver | Brons | Totalt |
| ------------------- | ------------------- | ---- | ------ | ----- | ------ |
| 1                   | Tyskland            | 3    | 3      | 1     | 7      |
| 2                   | USA                 | 1    | 1      | 1     | 3      |
| 3                   | Kanada              | 0    | 0      | 2     | 2      |
| Totalt (3 nationer) | Totalt (3 nationer) | 4    | 4      | 4     | 12     |

### Fotnoter
1. ↑  ”Bobsleigh - Olympic Schedule & Results”. Arkiverad från originalet den 20 februari 2022. https://web.archive.org/web/20220220092548/https://olympics.com/beijing-2022/olympic-games/en/results/bobsleigh/olympic-daily-schedule.htm. Läst 6 februari 2022.
2. ↑  ”Peking 2022 - Sveriges Olympiska Kommitté”. sok.se. https://sok.se/olympiska-spel/tavlingar/spelen/peking-2022.html. Läst 6 februari 2022.
3. ↑  Zaccardi, Nick (18 juli 2018). ”Beijing 2022 Winter Olympics add seven new events” (på amerikansk engelska). OlympicTalk | NBC Sports. https://olympics.nbcsports.com/2018/07/18/beijing-2022-winter-olympics-new-sports/. Läst 6 februari 2022.
4. ↑  ”Women's Monobob Heat 4 Results - Olympic Bobsleigh”. https://olympics.com/beijing-2022/olympic-games/en/results/bobsleigh/results-women-s-monobob-fnl-000400-.htm. Läst 14 februari 2022.
5. ↑  ”Bobsleigh - 2-man Schedule”. https://olympics.com/beijing-2022/olympic-games/en/results/bobsleigh/medals-and-ranking-2-man.htm. Läst 15 februari 2022.